# Zestien september
Zestien september is een schilderij van René Magritte (Lessines 1898 - Schaarbeek 1967), vermoedelijk geschilderd in 1956. Het doek meet 115 × 88 cm en behoort tot de collectie van het Koninklijk Museum voor Schone Kunsten Antwerpen, waar het inventarisnummer 2843 draagt. Het museum kocht het werk rechtstreeks van de kunstenaar.

## Context
Tijdens zijn klassieke kunstopleiding aan de Brusselse Academie bleek niet meteen dat René Magritte een natuurtalent was. Hij blonk pas voor het eerst uit toen hij zich het surrealisme eigen maakte en een meester werd in het schilderen van raadsels. Magrittes kunst verstoort de werkelijkheid; er is steeds iets dat de toeschouwer tegen de borst stuit. Kenmerkend voor zijn werken is de verplaatsing of transformatie van de vorm en verhoudingen van objecten. Bewondering, poëzie en mysterie wordt allemaal gebundeld. Het was Magrittes doel om door middel van een ‘mooi’ idee de geest van zijn toeschouwers wakker te schudden. Deze ‘mooie’ ideeën ontstonden uit de associatie van voorwerpen en woorden. Hij maakte als het ware het collages van woordassociaties, net zoals andere moderne schilders uit de jaren twintig. Zijn onderwerp is dus niet het onderbewuste of het schilderij als een puur psychisch automatisme, zoals Breton het definieerde.
Magrittes stijl kenmerkte zich door klare omtreklijnen en vlakke voorstellingen. Deze laatste refereren aan illustraties uit publicaties, die de belangrijkste bron van inspiratie vormden voor de surrealisten. Zijn ruimtesuggestie was traditioneel, daar hij het klassieke perspectief aanhield.
Meermaals stelde Magritte zijn persoonlijke vrienden vragen over zijn werk. Hij spoorde hen ook aan om titels te bedenken voor zijn schilderen. Die moesten het mysterie net vergroten in plaats van het te verklaren. Het was Louis Scutenaire, een surrealistische dichter en tevens een goede vriend van Magritte, die de naam Zestien september bedacht.
1956 was een succesvol jaar voor de schilder. Hij vervaardigde (vermoedelijk) dit werk en won in de VS de Guggenheim Award. Een jaar later ontving hij de eerste staatsprijs in België voor een heel werk. Lange tijd beschouwde men Magritte als een bijna marginale kunstenaar. Zijn ongebruikelijke stijl werd niet gesmaakt. Sinds de jaren 1950 kwam daar echter verandering in. Vandaag is zijn werk immens populair.

## Beschrijving
Kenmerkend voor Magritte is dat hij in zijn werk zijn eigen wetten bestudeerde. De concepten van boom, maan en schemering worden sinds de Romantiek geassocieerd met stereotiepe iconografische symbolen van onrust, mysterie en melancholie. In Zestien september rest enkel nog de poëtische sfeer.
Magritte maakte meerdere variaties op Zestien september. Dat waren zowel schilderijen als litho’s en prints. In elk van deze versies staat een boom in de schemering centraal. De maansikkel is afgebeeld tegenover de boom in plaats van tegenover de lucht. Door de maan zo hoog te plaatsen, verstoorde Magritte de natuurlijke orde der dingen. Het resulteerde in wat kunstwetenschappers een “wonderlijk visueel effect [noemen,] waarin onze realiteitszin verstoord wordt en waarin de oude vraag ‘Wie zijn wij?’ centraal staat”.
Naast de maansikkel behoren ook de bol, fluit, wolken, pijp en water tot Magrittes steeds wederkerige thema’s. Hij creëerde geen diepte-verhaal, noch omgevingsgebeurtenis. Het enige dat er is, is een uitzonderlijk scherp object.